# ブラッド・ウィルカーソン
ブラッド・ウィルカーソン（Stephen Bradley Wilkerson, 1977年6月1日 - ）はMLBの元外野手兼一塁手。左投左打。アメリカ合衆国ケンタッキー州オーエンズボロ出身。

## 経歴
1998年、ドラフト1巡目でモントリオール・エクスポズから指名を受けプロ入り。
2000年のシドニーオリンピックに野球アメリカ合衆国代表として出場し、金メダルを獲得した。
2年間の下積み生活を経て、2001年に同球団でメジャーデビューを果たした。そして、メジャー2年目の2002年には早くもレギュラーに定着。いきなり20本塁打を放って、その素質をアピールした。
2004年に30本塁打と100四球をクリアし、同年オフには日米野球にも参加した。
2005年は、4月こそ打率.323と出だし好調であったが、その後は不振に陥ってしまった。特に前年の32本塁打から11本塁打と大幅に本数を減らしてしまうなど、ほとんどの打撃部門で昨季を下回った。
2006年にはテキサス・レンジャーズへと移籍し、チームの主軸に成長することを期待された。しかし、右肩の故障の影響もあってか思うような成績は残せず、8月上旬に故障個所の手術のために今シーズンを終えた。
2008年に、同年オフにFAとなったホセ・ギーエンの後釜の右翼手を求めていたシアトル・マリナーズへFA移籍。同年オフに若手有望株のアダム・ジョーンズがエリック・ベダードとのトレードで放出されたこともあり、正右翼手候補として期待された。しかし19試合で打率.232本塁打0打点5と結果を残せず、4月30日にジェフ・クレメント、ウラディミール・バレンティンという若手有望株2選手の昇格に伴い戦力外となり、5月9日にトロント・ブルージェイズへ移籍した。
シーズン終了後にフリーエージェントになり、2009年2月16日にボストン・レッドソックスとキャンプ招待選手としてマイナー契約を結ぶが、4月19日に現役を引退したことが明らかになった。

### 現役引退後
2023年1月30日にニューヨーク・ヤンキースの打撃コーチ補佐に就任した。同年限りで解任された。
2024年8月17日にノースフロリダ大学の副ヘッドコーチに就任して、打撃コーチと三塁ベースコーチを兼務することになった。

## 選手としての特徴
ボールを見極める打撃スタイルで、四球と三振がどちらも多い。2002年から2005年にかけての4シーズン、連続で80四球以上を選び、特に2004年はナ・リーグ7位の106四球を記録。一方で同期間は、三振でも全てリーグワースト5位以内にランクインしている。また、パワーがあって30本塁打以上を記録した事もあり、特に打者に有利な球場では35本塁打以上も期待出来るとされていた。また、フライ比率が高く、2005年には約4割がフライであった。
左右別では左投手の方がやや得意としており、対右打率が.243に対して対左打率は.262である。
守備面では、外野すべてとファーストを守れるため、攻・守ともに重宝する選手である。
エクスポズ (ナショナルズ) 時代、チームが上手く起用すれば大成する事が期待出来る一方、上手く起用出来ないと駄目になる可能性があるとされていた。結果的に、前述のように評価されていた時期に30本塁打・100得点・100四球等を記録した2004年をピークに以後、打率が.250・本塁打が25を超える事がなくなり、後者の結果となってしまった。

## 詳細情報

### 年度別打撃成績 (MLB)
| 年 度     | 球 団     | 試 合 | 打 席 | 打 数 | 得 点 | 安 打 | 二 塁 打 | 三 塁 打 | 本 塁 打 | 塁 打 | 打 点 | 盗 塁 | 盗 塁 死 | 犠 打 | 犠 飛 | 四 球 | 敬 遠 | 死 球 | 三 振 | 併 殺 打 | 打 率 | 出 塁 率 | 長 打 率 | O P S |
| --------- | --------- | ----- | ----- | ----- | ----- | ----- | -------- | -------- | -------- | ----- | ----- | ----- | -------- | ----- | ----- | ----- | ----- | ----- | ----- | -------- | ----- | -------- | -------- | ----- |
| 2001      | MON WSH   | 47    | 136   | 117   | 11    | 24    | 7        | 2        | 1        | 38    | 5     | 2     | 1        | 1     | 1     | 17    | 1     | 0     | 41    | 2        | .205  | .304     | .325     | .628  |
| 2002      | MON WSH   | 153   | 603   | 507   | 92    | 135   | 27       | 8        | 20       | 238   | 59    | 7     | 8        | 6     | 4     | 81    | 7     | 5     | 161   | 5        | .266  | .370     | .469     | .840  |
| 2003      | MON WSH   | 146   | 602   | 504   | 78    | 135   | 34       | 4        | 19       | 234   | 77    | 13    | 10       | 2     | 3     | 89    | 0     | 4     | 155   | 5        | .268  | .380     | .464     | .844  |
| 2004      | MON WSH   | 160   | 688   | 572   | 112   | 146   | 39       | 2        | 32       | 285   | 67    | 13    | 6        | 3     | 3     | 106   | 8     | 4     | 152   | 6        | .255  | .374     | .498     | .872  |
| 2005      | MON WSH   | 148   | 661   | 565   | 76    | 140   | 42       | 7        | 11       | 229   | 57    | 8     | 10       | 3     | 2     | 84    | 9     | 7     | 147   | 6        | .248  | .351     | .405     | .756  |
| 2006      | TEX       | 95    | 365   | 320   | 56    | 71    | 15       | 2        | 15       | 135   | 44    | 3     | 2        | 2     | 3     | 37    | 1     | 3     | 116   | 6        | .222  | .306     | .422     | .728  |
| 2007      | TEX       | 119   | 389   | 338   | 54    | 79    | 17       | 1        | 20       | 158   | 62    | 4     | 1        | 3     | 4     | 43    | 0     | 1     | 107   | 2        | .234  | .319     | .467     | .786  |
| 2008      | SEA       | 19    | 68    | 56    | 1     | 13    | 4        | 0        | 0        | 17    | 5     | 1     | 2        | 2     | 0     | 10    | 0     | 0     | 15    | 1        | .232  | .348     | .304     | .652  |
| 2008      | TOR       | 85    | 241   | 208   | 20    | 45    | 8        | 2        | 4        | 69    | 23    | 2     | 3        | 2     | 5     | 25    | 4     | 1     | 53    | 3        | .216  | .297     | .332     | .629  |
| '08計     | TOR       | 104   | 309   | 264   | 21    | 58    | 12       | 2        | 4        | 86    | 28    | 3     | 5        | 4     | 5     | 35    | 4     | 1     | 68    | 4        | .220  | .308     | .326     | .634  |
| 通算：8年 | 通算：8年 | 972   | 3753  | 3187  | 500   | 788   | 193      | 28       | 122      | 1403  | 399   | 53    | 43       | 24    | 25    | 492   | 30    | 25    | 947   | 36       | .247  | .350     | .440     | .790  |

- MON (モントリオール・エクスポズ) は、2005年にWSH (ワシントン・ナショナルズ) に球団名を変更。

### 背番号
- 48 (2001年)
- 6 (2002年 - 2004年、2006年 - 2008年途中)
- 7 (2005年)
- 35 (2008年途中 - 同年)

### 代表歴
- 2000年シドニーオリンピックの野球競技・アメリカ合衆国代表